# E261

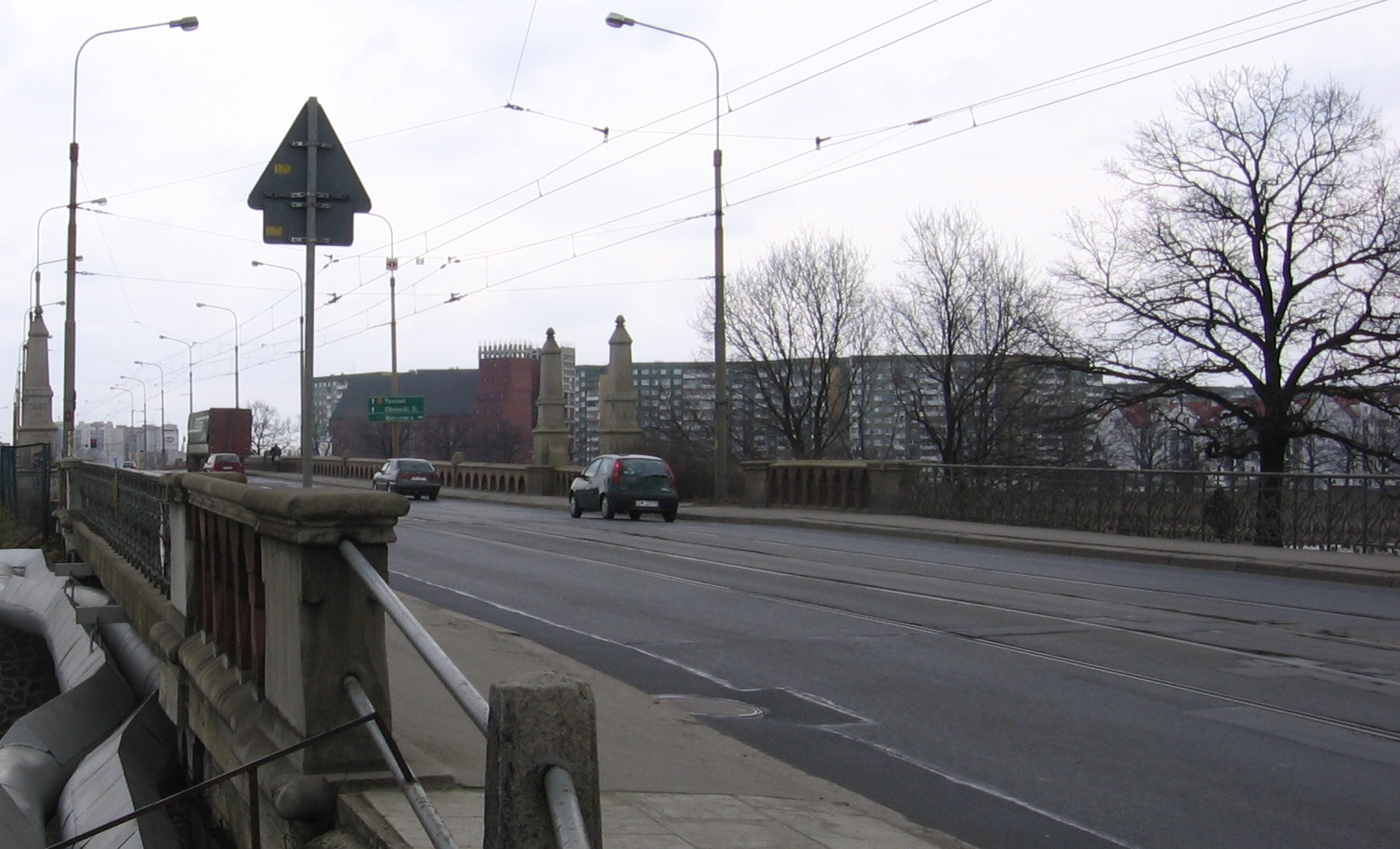
Bron över Oder i Wrocław.

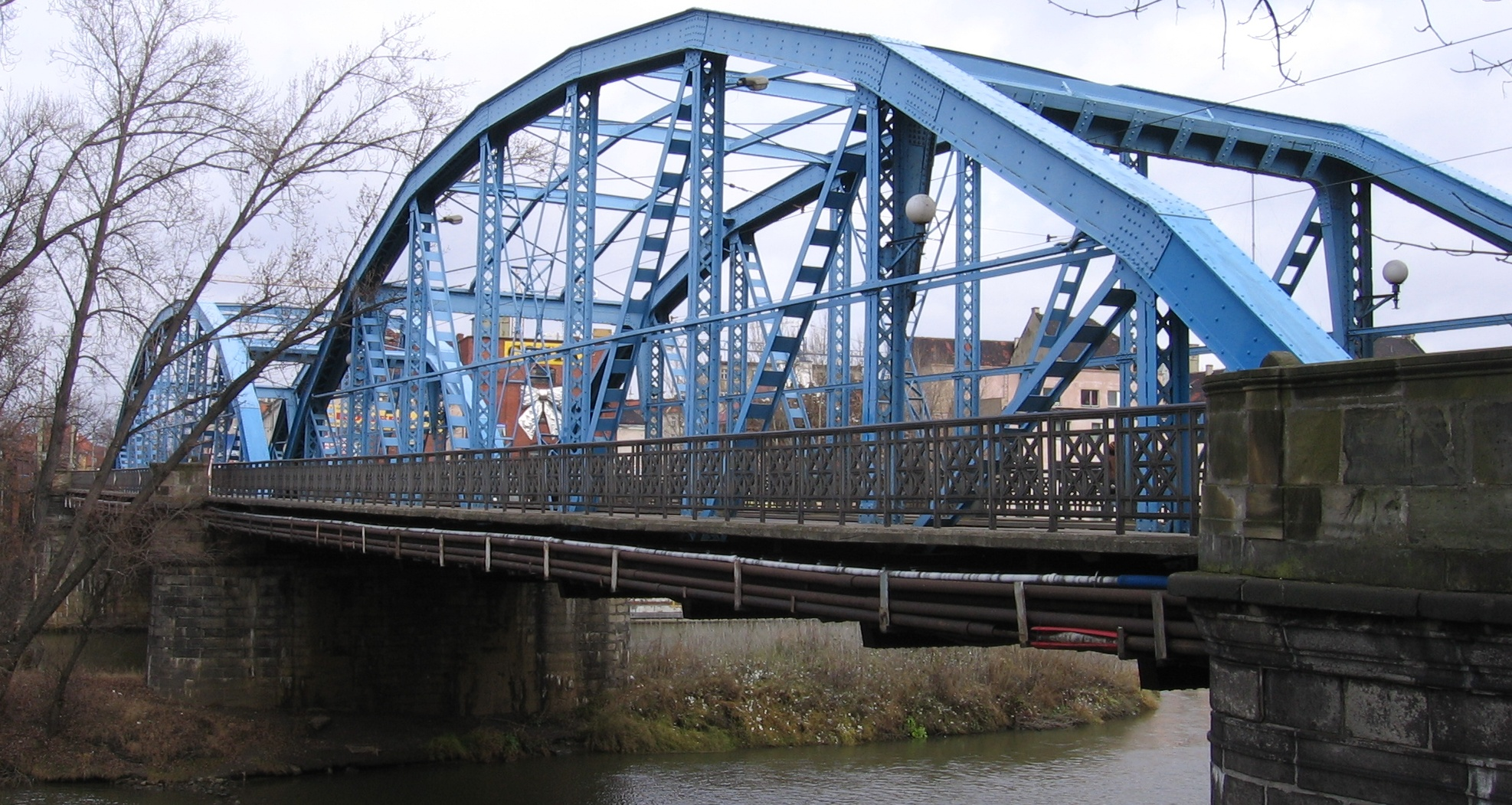
Bron över södra parallella Oder i Wrocław.

E261 eller Europaväg 261 är en 350 km lång europaväg som går mellan Świecie och Wrocław i västra Polen.

## Sträckning
Świecie - Poznań - Wrocław

## Standard
Vägen är landsväg hela sträckan. 

## Anslutningar till andra europavägar
| - E75 - E30 |  | - E67 - E40 |